# 合肥教案
合肥教案是清朝光绪十一年二月十七日（1885年4月3日）在合肥发生的一次教案。

## 历史
教案发生的前一天，英国传教士卜罗柏和他的中国随从自芜湖来到合肥，下榻于四牌楼附近的旅馆。第二天的晚上，有歹徒闯进旅馆搜查英国传教士，卜罗柏被歹徒殴打并抢劫财物。歹徒逃匿后合肥县官员赶到事发现场，并护送卜罗柏回到芜湖。
事后英国驻芜湖领事照会南洋大臣曾国荃和安徽巡抚裕禄，要求赔偿。经芜湖关道及庐州府决定赔偿330银元。